# 约翰·马特克斯
约翰·马特克斯（英語：John Mattocks，1777年3月4日—1847年8月14日）为美国辉格党籍政治人物，于1812年战争期间担任准将，后出任联邦众议员以及佛蒙特州第十六任州长。

## 早年生活和教育
马特克斯于1777年3月4日出生在康乃狄克州哈特福德，后于1778年随父母移居至佛蒙特州泰恩茅斯。其父塞缪尔·马特克斯是参加过美国独立战争的退伍军人，并于1784年至1800年间担任佛蒙特州财政部长。约翰·马特克斯曾于佛蒙特州米德尔堡和康涅狄格州费尔菲尔德学习法律，后于1797年获得律师资格。约翰·马特克斯与埃丝特·纽厄结婚尔并与之育有五名子女，其中三个儿子分别叫乔治、约翰和威廉，两个女儿都叫埃丝特，但她们在一岁时就夭折了。

## 职业生涯
马特克斯于佛蒙特州丹维尔开始了他的职业生涯，后搬至佛蒙特州皮查姆。之后他于1807年、1815年、1816年、1823年以及1824年担任佛蒙特州众议院议员。在1812年战争期间，马特克斯参加了民兵组织并获得了准将军衔。
马特克斯先后当选了第十七届国会（1821年3月4日－1823年3月3日）和第十九届国会（1825年3月4日－1827年3月3日）众议员，并在第十九届国会中担任美国战争部支出委员会主席。后来他于1833年至1834年间擔任佛蒙特州最高法院的法官，不过之后并未寻求连任。随后马特克斯担任了1836年州制宪会议的代表，并以辉格党人的身份当选第二十七届国会（1841年3月4日－1843年3月3日）众议员。
马特克斯于1843年参选佛蒙特州州长，此次选举的候选人有辉格党人马特克斯、民主党人丹尼尔·凯洛格以及自由党人查尔斯·K·威廉斯，他们在选举中分别获得了24,465票（48.7%）、21,982票（43.8%）和3,766票（7.5%）。由于无人获得绝对多数，因此由佛蒙特州议会决定马特克斯当选州长。在担任州长期间，马特克斯的儿子乔治自杀身亡，因此悲痛欲绝的马特克斯不再选择连任。

## 逝世和遗产
马特克斯于1847年8月14日在佛蒙特州皮查姆逝世，后安葬于喀里多尼亚县皮查姆公墓。他的故居始建于1805年，后于1807年被马特克斯买下。这栋建筑位于皮查姆的市中心，为当时的地标性建筑。他的儿子约翰曾担任部长，而他的另一个儿子威廉曾担任律师并出任喀里多尼亚县的地方检察官。

## 资料来源

### 书籍
- Wiley, Edgar J. . Middlebury, VT: Middlebury College. 1917.
- Redfield, Isaac. Baldwin, Frederick W. , 编. . Montpelier, VT: Vermont Watchman and State Journal Press. 1886.
- Spencer, Thomas E. . Baltimore, MD: Clearfield Company. 1998: 309. ISBN 978-0-8063-4823-0.

### 互联网
- . Biographical Directory of the United States Congress.   [2012-10-23]. （原始内容存档于2012-10-12）.
- . National Governors Association.   [2012-10-23]. （原始内容存档于2017-07-31）.
- National Park Service.  (PDF). NPS.gov/. Washington, DC: US Department of the Interior. 2003  [2017-12-21]. （原始内容存档 (PDF)于2023-01-17）.

### 杂志
- Benjamin, Park (编). . The New World (New York, NY: J. Winchester). 1843-10-21.